# Anna Osmakowicz
Anna Osmakowicz (Varsovie, 14 mars 1963) est une actrice et chanteuse polonaise.
Elle étudia le piano, la flûte et le chant et a participé à plusieurs comédies musicales, festivals et œuvres de théâtre comme Orfeusz i Eurydyka w krainie tęczy, Carmen, Macbeth, Otelo, Fiddler on the Roof ou Madame Butterfly.

## Discographie
- 2005- En kristnaska hor (kolędy i pastorałki /esperanto)
- 2006 - Kristabia festo (kolędy i pastorałki /esperanto)
- 2008 - Wigilijna Noc (pastorałki)
- 2009 - Dzisiaj Wielkanoc
- 2009 - Intymny świat (ballady jazzowe)
- 2009 - Kolędy

### Compilations
- 1990 - Piosenki Tadeusza Prejznera
- 1991 - Od Turowa jadę
- 1992 - Miłość ubrana w wiersze
- 1993 - Pastorałki i kolędy
- 1999 - Ojcze Święty śpiewamy dla Ciebie
- 2001 - Bilet do radości
- 2002 - Rzeka wspomnień
- 2005 - Pieśni dla Ojca Świętego Papieża Jana Pawła II